# Farsodecticus abaicus
Farsodecticus abaicus är en insektsart som beskrevs av Mirzayans 1991. Farsodecticus abaicus ingår i släktet Farsodecticus och familjen vårtbitare. Inga underarter finns listade i Catalogue of Life.